# Perry (Iowa)
Perry è una city degli Stati Uniti d'America, situata nella contea di Dallas dello stato dell'Iowa.